# Zgrada stare škole u Šenkovcu
Zgrada stare škole u mjestu Šenkovec, općina Brdovec, slobodnostojeća prizemnica sagrađena u središtu naselja i povučena od linije ulice. Plitkog je „L“ tlocrta kojeg čine duže krilo postavljeno okomito na ulicu i kraće zabatno krilo. Tlocrt i oblikovanje pročelja asimetrično su koncipirani. U lijevom dijelu je nekadašnja učionica, okrenuta užom stranom prema ulici s jednim prozorom i zasebnim krovištem skošenog zabata, a u desnom dijelu je bio učiteljski stan s dva prozora i ulazom pod ravnom krovnom strehom. Škola je sagrađena 1902. g. Plohe pročelja obrađene su jednostavnom neostilskom plastikom..

## Zaštita
Pod oznakom Z-3196 zaveden je kao nepokretno kulturno dobro - pojedinačno, pravna statusa zaštićena kulturnog dobra, klasificirano kao "sakralna graditeljska baština".